# Округ Команчи (Тексас)
Округ Команчи (енгл. Comanche County) је округ у америчкој савезној држави Тексас. По попису из 2010. године број становника је 13.974.

## Демографија
Према попису становништва из 2010. у округу је живело 13.974 становника, што је 52 (0,4%) становника мање него 2000. године.
| Група             | 2000.          | 2010.          |
| Белци             | 10.846 (77,3%) | 10.145 (72,6%) |
| Афроамериканци    | 62 (0,4%)      | 53 (0,4%)      |
| Азијати           | 18 (0,1%)      | 35 (0,3%)      |
| Хиспаноамериканци | 2.928 (20,9%)  | 3.605 (25,8%)  |
| Укупно            | 14.026         | 13.974         |